# Abgeordnetengesetz
Das Abgeordnetengesetz (Gesetz über die Rechtsverhältnisse der Mitglieder des Deutschen Bundestages) des Bundes regelt die Bewerbung um ein Mandat im Deutschen Bundestag, die Beurlaubung der Kandidaten zur Wahlvorbereitung, die Rechtsstellung der in den Bundestag gewählten Angehörigen des öffentlichen Dienstes (z. B. Beamte), die Leistungen an Abgeordnete und ehemalige Abgeordnete (z. B. Abgeordnetenentschädigung, Sozialleistungen), sowie die Unabhängigkeit der Abgeordneten und das Recht der Bundestagsfraktionen.

## Inhalt
Der Erwerb und Verlust der Mitgliedschaft im Bundestag richtet sich hingegen nach dem Bundeswahlgesetz. Außerdem regelt das Gesetz, dass niemand daran gehindert werden darf, sich um das Mandat im Deutschen Bundestag zu bewerben und am Arbeitsplatz der jeweiligen Person keine Nachteile entstehen dürfen. Abgeordnete stehen von der Aufstellung als Kandidat für das Bundestagsmandat bis zum Ende des Jahres nach Ausscheiden aus dem Deutschen Bundestag unter Kündigungsschutz.
Das Gesetz enthält auch Verhaltensregeln für die Mitglieder des Bundestages, insbesondere eine Anzeigepflicht zur Höhe bestimmter Einkünfte (§ 45 Abs. 3).

## Bundesländer
Die Bundesländer haben sich u. a. mit der Kommunalverfassungen und den Verfassungen der einzelnen Länder, eigene Abgeordnetengesetze geschaffen.

## Gesetzgebungsverfahren
Die Fraktionen der SPD, CDU/CSU, und FDP haben am 29. Juni 1976 mit der Bundestagsdrucksache 7/5525 den Gesetzesentwurf eines „Gesetz über die Rechtsverhältnisse der Mitglieder des Deutschen Bundestages“ eingebracht.
Das Gesetz wurde am 8. Dezember 1976 auf der 259. und letzten Sitzung des 7. Deutscher Bundestages angenommen.